# Viola Wilmsen
Viola Wimsen (ur. 6 marca 1985 w Bonn) – niemiecka oboistka, odnosząca również sukcesy w grze na trąbce i fortepianie.

## Informacje ogólne
Viola Wilmsen jest głównym oboistą Niemieckiej Orkiestry Symfonicznej w Berlinie od 2012 roku. Wcześniej przez trzy lata była solistką w Deutsche Oper Berlin. Ponadto jest poszukiwana na całym świecie jako solistka i kameralistka. Występuje gościnnie jako oboista solowy. Bierze udział w wielu konkursach i festiwalach. Viola Wilmsen jest wykładowcą oboju na Uniwersytecie Muzycznym w Lubece od 2015 roku. Prowadzi kursy mistrzowskie w kraju i za granicą. Jest także jurorem na międzynarodowych konkursach.

## Edukacja muzyczna
Swoją edukację muzyczną zaczęła od lekcji gry na fortepianie, potem na trąbce, skrzypcach i oboju. Uczyła się także śpiewu. Viola Wilmsen studiowała grę na oboju u Diethelma Jonasa w Lubece, Jacquesa Tysa w Paryżu i Dominika Wollenwebera w Berlinie.

## Osiągnięcia w konkursach
- I Nagroda za grę na fortepianie i oboju w konkursie Młody Muzyk Roku 2002 w Anglii,

- I Nagroda na Międzynarodowym Konkursie Obojowym Sony w Japonii. W 30-letniej historii konkursu była pierwszą kobietą i pierwszą Niemką, która zdobyła tę nagrodę,

- I Nagroda w Międzynarodowym Konkursie Wiatrowym „AudiMozart!” Włoskiego Towarzystwa Mozarta,

- I Nagroda na I Międzynarodowym Konkursie Muzycznym im. Michała Spisaka w Dąbrowie Górniczej,

- I Nagroda w kategorii obój na międzynarodowym konkursie Associaziona Mozart Italia

- Nagroda publiczności „Louis Spohr Competition” w Niemczech,

- Nagroda Usedom Music Prize 2013, którą otrzymała ze swoim zespołem Berlin Counterpoint.

Na niemieckim konkursie „Jugend musiziert” otrzymała pierwsze nagrody w kategoriach oboju, trąbki, fortepianu i muzyki kameralnej. W 2011 roku otrzymała stypendium i została wybrana jako wyróżniona artystka w serii „Young Artist Concerts”.

## Współprace muzyczne
Jako solistka grała z orkiestrami, takimi jak Monachijska Orkiestra Kameralna, Camerata Bern, Hamburger Camerata, Kansai Philharmonic Orchestra (Japonia), Haydn Orchestra (Włochy), Graubünden Chamber Philharmonic (Szwajcaria) i Bonn Classical Philharmonic. W 2016 roku wystąpiła w Filharmonii Berlińskiej z Niemiecką Orkiestrą Symfoniczną w Berlinie pod dyrekcją Kenta Nagano. Występowała również jako solistka w Konzerthaus w Berlinie, w sali kameralnej Filharmonii Berlińskiej oraz na różnych festiwalach. Współpracowała z takimi dyrygentami jak Riccardo Chailly, Sir Simon Rattle, Walerij Giergijew, Zubin Mehta i Andris Nelsons.

## Płyty
W 2014 roku ukazała się debiutancka płyta jej sekstetu „Berlin Counterpoint”, która została wysoko oceniona przez prasę specjalistyczną. W 2017 roku wydała płytę CD z utworami XX wieku na obój i fortepian, która została wysoko oceniona przez branżową prasę i została wydana przez CAvi-Music.